# Église Saint-Martin de Villeneuve-du-Latou
Pour les articles homonymes, voir Église Saint-Martin.
L'église Saint-Martin de Villeneuve-du-Latou est un édifice de style roman du XIIe siècle sur la commune de Villeneuve-du-Latou, dans le département de l'Ariège, en région Occitanie.

## Description
Érigée au XIIe siècle, c’est une église romane à trois nefs avec le chœur prolongé par une abside polygonale flanqué de deux absidioles. Le décor roman sculpté à l'intérieur du chevet est remarquable.
Le clocher-peigne en brique doté de deux arcatures en plein-cintre avec cloche, de style toulousain néo-classique, du XIXe a été démonté et reconstruit en 2018.

## Localisation
Elle se trouve à 242 m d'altitude en rive gauche du Latou, au village avec un cimetière attenant.

## Historique
Des éléments de l'ornementation permettent aux spécialistes de dater l'église vers 1150.
L'église fait l'objet d'un classement au titre des monuments historiques par arrêté du 9 avril 1932.

## Mobilier
Deux cloches et trois tableaux constituent le mobilier protégé référencé dans la base Palissy (voir les notices liées).

## Galerie

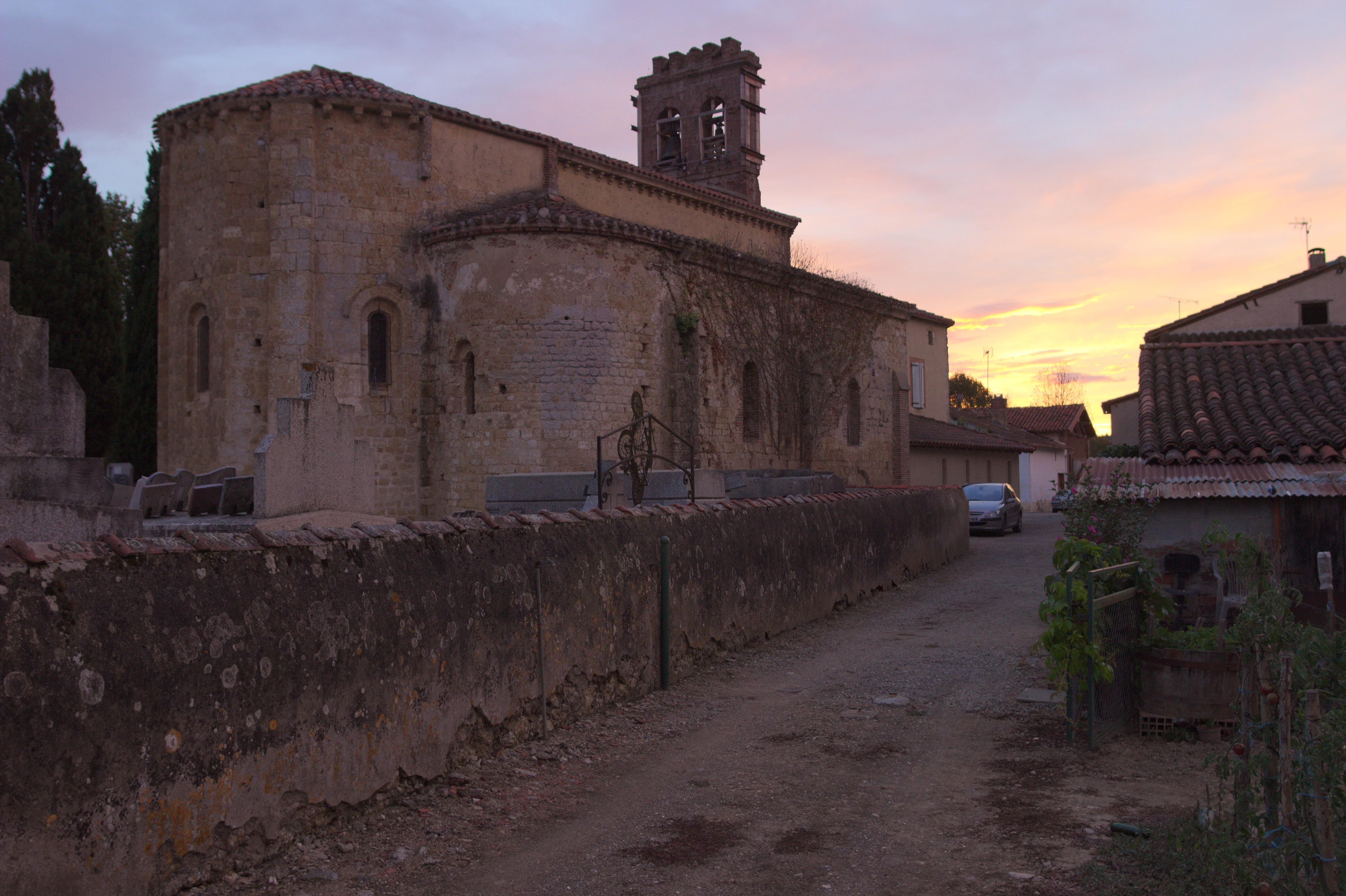